# Theodor Reimann
Theodor Reimann detto Dodo (Strečno, 10 febbraio 1921 – Bratislava, 30 agosto 1982) è stato un calciatore e allenatore di calcio cecoslovacco, di ruolo portiere.

## Palmarès

### Giocatore

#### Competizioni nazionali
- Campionato slovacco: 1

Slovan Bratislava: 1943-1944
- Campionato cecoslovacco: 3

Slovan Bratislava: 1949, 1950, 1951

### Allenatore

#### Competizioni nazionali
- Coppa di Cecoslovacchia: 1

TTS Trenčín: 1977-1978